# El Pui de Segur
El Puig de Segur, pronunciat en pallarès el Pui de Segur, és un antic poblat del terme municipal de la Pobla de Segur, a la comarca del Pallars Jussà. Avui deshabitat, està situat a 670,9 m. alt. uns 2 km al nord-oest de la Pobla de Segur seguint la vall del riu Flamisell, a l'esquerra d'aquest riu. Actualment acull l'aplec del dia de Sant Miquel (8 de maig), durant el qual els veïns de la Pobla de Segur es reuneixen a l'ermita moderna, que queda al costat de les ruïnes de la romànica, Sant Miquel del Pui.

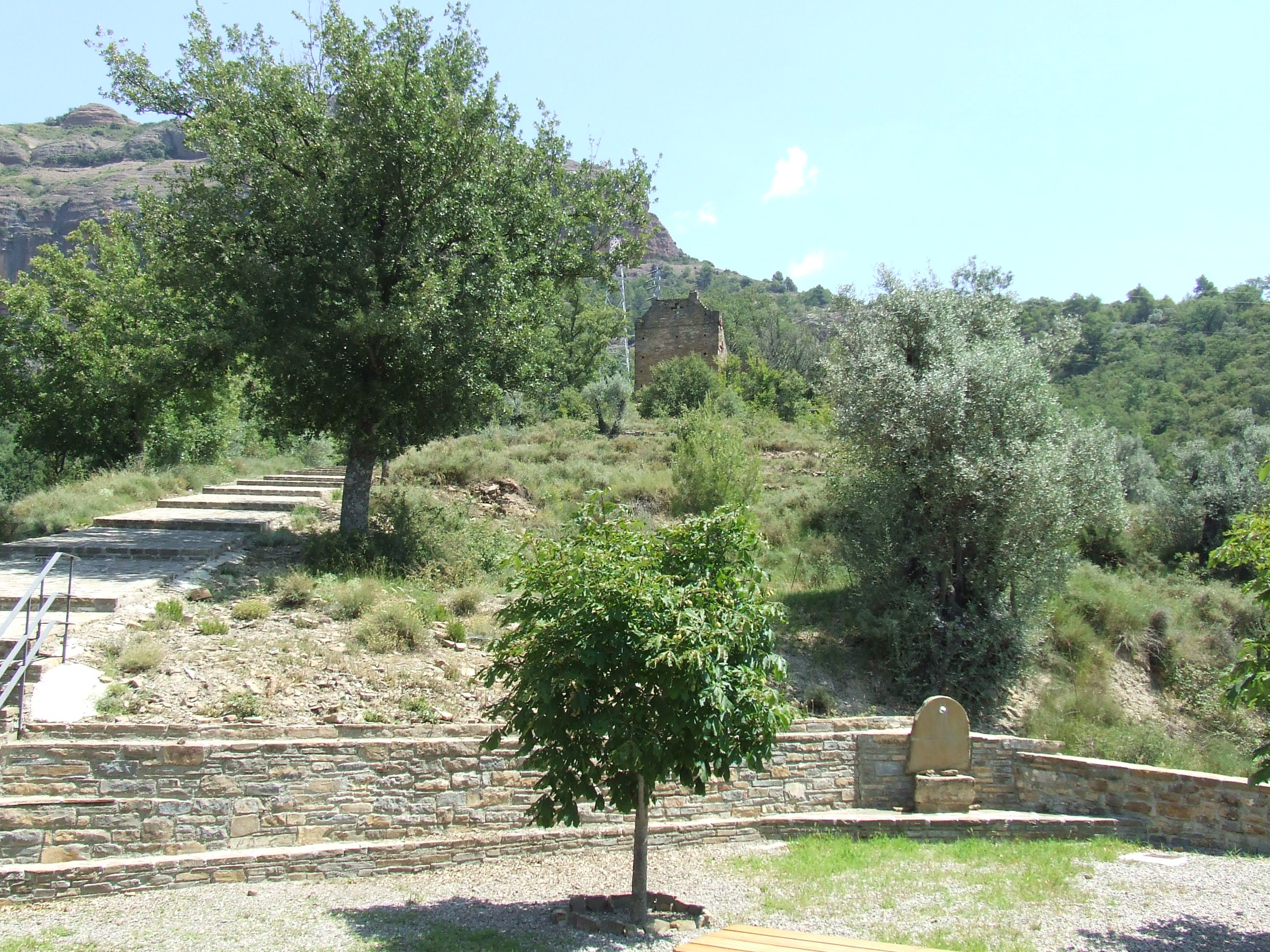
Lloc on hi hagué el poblat del Pui de Segur

Segons alguns historiadors, el Puig de Segur és l'origen de la Pobla de Segur; l'emplaçament actual de la vila fóra, segons aquestes versions, una nova situació geogràfica donada en el moment en què la posició estratègica, encastellada, del Puig de Segur ja no era necessària i, en canvi, calia que la població estigués en un lloc més avinent i ben comunicat.
Diversos documents dels segles xi i xii (1042, 1109…) ja parlen del lloc de Segur (Segun), amb diferents advocacions: sant Fructuós, o Fruitós, sant Feliu, que podrien ser advocacions antigues d'aquesta església o altres esglésies del terme. Al segle xiv (1314, 1391) consta l'església de Sant Miquel de Segur com a parroquial del terme; en aquell moment consta com a vila el Puig de Segur i no la Pobla, tot i que la vila nova de la Pobla rebé carta pobla (d'aquí el nom) el 1336, i que el 1381 ja hi consten 12 focs (uns 60 habitants), davant dels 6 (la meitat) del Puig.
D'aquest poblat medieval, possiblement abandonat progressivament ja a partir del segle xiii, en queden poques restes. Tot just s'arriben a veure alguns començaments de murs a l'entorn de les ruïnes de l'església de sant Miquel.

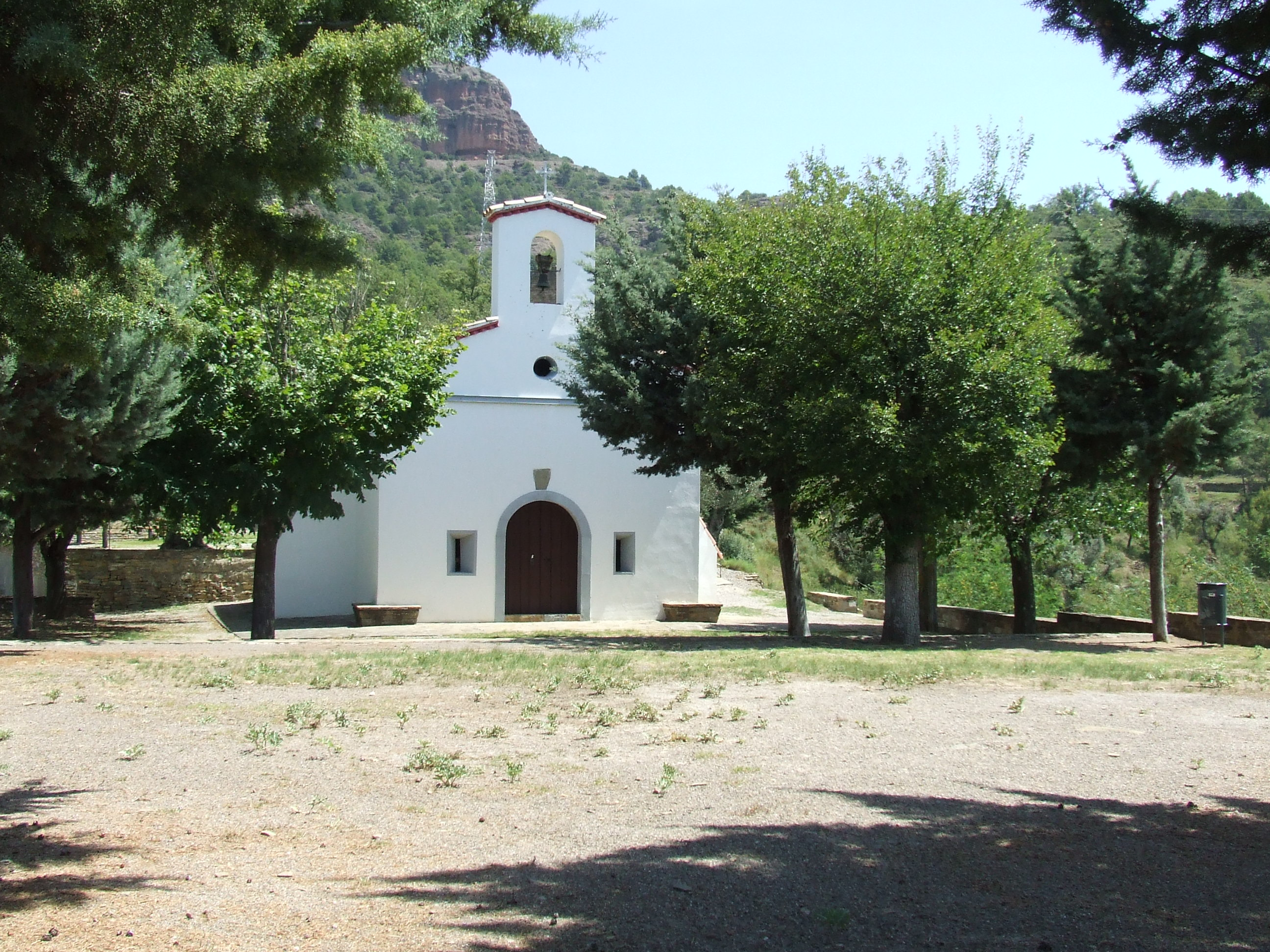
L'ermita moderna de Sant Miquel

Actualment, als peus de l'antic poblat es dreça l'ermita moderna de Sant Miquel.